# Elis Pavaje
Elis Pavaje este o companie producătoare de pavaje și borduri din Petrești, județul Alba, România, înființată în anul 1991.
Compania este deținută de familia Emil Elisiu Goța și Vasile Goța.
Compania are o capacitate de producție de 8.000 de mp pe zi în cele două fabrici de la Petrești (județul Alba) și Stoenești (județul Prahova).
Principalii concurenți ai Elis Pavaje pe piața locală sunt sucevenii de la Symmetrica și Semmelrock, parte a grupului austriac Wienerberger.
Număr de angajați în 2014: 400 
Cifra de afaceri:
- 2011: 20 milioane euro [5]
- 2010: 13,5 milioane euro [6].